# Gustavo de Simone
Gustavo Daniel de Simone Horn (né le 23 avril 1948 à Montevideo en Uruguay) est un joueur de football international uruguayen qui évoluait au poste de défenseur, avant de finir par la suite entraîneur.

## Biographie

### Carrière de joueur

#### Carrière en équipe nationale
Avec l'équipe d'Uruguay, il joue 8 matchs, sans inscrire de but, entre le 1er juillet 1973, et le 27 avril 1974.
Il figure dans le groupe des sélectionnés lors de la Coupe du monde de 1974. Lors du mondial organisé en Allemagne, il ne joue aucun match.

### Carrière d'entraîneur
Avec l'équipe du Panama, il dirige deux matchs rentrant dans le cadre des éliminatoires du mondial 1994.

## Palmarès
| Cartaginés - Championnat du Costa Rica : - Vice-champion : 1986-87. |  | Cúcuta Deportivo - Championnat de Colombie D2 (1) : - Champion : 1996. |  | Luis Ángel Firpo - Championnat du Salvador : - Vice-champion : 2003 (Clôture). |

| Jalapa - Championnat du Guatemala D2 (1) : - Champion : 2007 (Ouverture). |  | Atlético Balboa - Championnat du Salvador D2 (1) : - Champion : 2008. |